# Arbetsplatsområde utanför tätort
Arbetsplatsområde utanför tätort är sedan år 2000 en av Statistiska centralbyrån använd avgränsning av orter med mer än 50 sysselsatta, som ligger utanför indelningen i tätorter. De kan dock helt eller delvis sammanfalla med småorter. Detta för att dessa platser annars skulle definieras som glesbygd. Områdena ges en femställig kod, som börjar med bokstaven A. De fyra siffrorna sätts i länens löpordning (med vakanser för eventuellt tillkommande områden), men länskod ingår inte.
Definitionen är att ett sådant arbetsplatsområde är ett arbetsställe eller en samling av arbetsställen där avståndet mellan dessa inte överskrider 300 meter och antalet anställda är minst 50. Det skall dessutom ligga utanför tätortssgräns.
Avgränsningar av arbetsplatsområden utanför tätort har hittills gjorts tre gånger, 2000, 2005 och 2010. Det finns i Sverige vid senaste avgränsningen 602 sådana områden med totalt 116 500 anställda. I särklass störst av dem alla är Arlanda (kod A0240) med 12 000 anställda. Den ytmässigt största är Aitik, 2 800 ha stort.